# 稻香春
稻香春为北京著名的南味食品店老字号，以经营南方糕点食品而出名。1916年由江苏丹徒县人张森隆创于东安市场。1915年时店名为“森春阳”，1916年买下15间房子正式开张。民国时期东安市场曾先后发生三次火灾，稻香春因临近北河沿便于消防均躲过劫难，有“大火不烧旺铺”的传说。招牌字号为郭沫若于1963年所题。改革开放后的1982年，稻香村重新开厂。